# Ultraperiferisk region
De syv Ultraperiferiske Regioner i Europa eller "Regioner i EU's yderste periferi" (RUP) er en række områder som er medlem af den Europæiske Union 
men som befinder sig i (eller udenfor) den yderste udkant af det europæiske kontinent.
Det drejer sig om:
- De fire franske oversøiske departementer og regioner DOM-ROM, Guiana, Guadeloupe, Martinique, Mayotte og Réunion ;
- De fransk COM, Saint-Martin
- De selvstændige regioner Azorerne og Madeira (Portugal) ;
- De selvstændige Kanariske øer (Spanien).

For at udvise solidaritet og imødekomme disse regioners behov vedtog Det Europæiske Fællesskab i 1989-1991 yderligere handlingsprogrammer som følge af regionernes fjerne beliggenhed og økarakter, de såkaldte Posei-programmer. Målet var at fremme en bæredygtig udvikling og styrke de beskæftigelsesdannende produktionssektorer gennem anvendelse af strukturfondene og en tilpasning af fællesskabspolitikkerne, navnlig den fælles landbrugspolitik. Således blev der givet særlig støtte til bestemte lokale produktioner, og forsyningen af råvarer blev forbedret via særforsyningsordninger under de respektive Posei-programmer.
Disse regioner omfatter 3,6 millioner indbyggere og besidder en stor del af EU's maritimt område.
RUP's tilværelse er godkendt ifølge artikel 299-2 af Amsterdamtraktaten om den Europæiske Union.
Disse regioner forveksles undertiden med de oversøiske lande og territorier (OLT eller PTOM)